# Cochisea curva
Cochisea curva là một loài bướm đêm trong họ Geometridae.